# Restaurante Bull & Bear
O Bull & Bear localiza-se na freguesia de Aldoar, cidade, concelho e distrito do Porto, em Portugal.
Trata-se de um conhecido e sofisticado restaurante da cidade, com fama internacional. Foi considerado, pela revista Exame, como um dos doze melhores restaurantes do país. Entre outras distinções, recebeu um "Garfo de Ouro" nos guias publicados pelo jornal Expresso, foi classificado com 3 "Sóis" no guia Repsol, e foi seleccionado como um dos 25 melhores da Europa pelo Financial Times em 2004.

## História
Miguel Castro e Silva iniciou o "Restaurante do Miguel" em 1993, na Foz do Douro, passando depois para este espaço, em 1997. Foi afirmando a vários níveis a sua capacidade criativa e inovadora, tendo sido premiado em 2000 pela Academia Portuguesa de Gastronomia. É hoje um dos mais conhecidos chefes portugueses, com clientela fixa de origens tão longínquas como os Estados Unidos, para além de ser uma referência gastronómica na Europa.
O atual espaço é constituído por duas áreas diferentes: a sala do restaurante, propriamente dito, e a sala de petiscos e vinhos, onde são servidas refeições mais leves e vinho a copo. Apresenta uma decoração sóbria em estilo moderno e arrojado.

## Especialidades
Fazendo uma abordagem eclética e criativa à cozinha portuguesa, o Bull & Bear renova a sua ementa com frequência sob as orientações do chef Miguel Castro e Silva. Embora sazonais, não cumprem a cadência das estações do ano. Seguem os produtos que o chef selecciona e, conforme a sua inspiração e criatividade, transforma. No cardápio destacam-se:
- Carpaccio de novilho com rúcula e parmesão
- Risoto de sapateira com camarão tigre grelhado
- Lulas salteadas com camarão
- Gratinado de maçã com amêndoa